# Cerodontha cariciphaga
Cerodontha cariciphaga är en tvåvingeart som beskrevs av Spencer 1963. Cerodontha cariciphaga ingår i släktet Cerodontha och familjen minerarflugor. Inga underarter finns listade i Catalogue of Life.